# Elmar Tophoven
Elmar Tophoven (* 6. März 1923 in Straelen; † 23. April 1989 ebenda) war ein deutscher Übersetzer.

## Leben
Elmar Tophoven war der Sohn eines Arztes. Nachdem er 1940 die Reifeprüfung abgelegt hatte, nahm er als Soldat am Zweiten Weltkrieg teil, während dessen er in amerikanische Kriegsgefangenschaft geriet. Nach dem Ende des Krieges studierte Tophoven Theaterwissenschaft und Romanistik an der Universität Mainz. 1949 ging er nach Paris, wo er bis 1952 als Lektor für deutsche Sprache an der Sorbonne wirkte. Nachdem er begonnen hatte, literarische Texte aus dem Französischen zu übersetzen und in engem Kontakt zu Samuel Beckett stand, lebte Tophoven als freier Übersetzer in Paris. Von 1970 bis 1988 unterrichtete er Deutsch an der École Normale Supérieure. Daneben setzte er sich für die Belange der Übersetzer ein: Maßgeblich auf seine Initiative geht die Gründung des „Europäischen Übersetzer-Kollegiums“ in Straelen zurück.
Elmar Tophoven lebte unter anderem in Le Mesnil-Saint-Denis. Er übersetzte (teilweise gemeinsam mit seiner Ehefrau Erika Tophoven) einen Großteil des Werkes von Samuel Beckett, außerdem auch Werke u. a. von Alain Robbe-Grillet, Nathalie Sarraute und Claude Simon ins Deutsche. 1972 wurde er mit dem Johann-Heinrich-Voß-Preis der Deutschen Akademie für Sprache und Dichtung in Darmstadt ausgezeichnet. Seit 1977 war er Mitglied dieser Akademie. 1988 erhielt er den Verdienstorden des Landes Nordrhein-Westfalen.
Seit Juli 2019 ist Elmar Tophovens Nachlass in seinem Heimathaus Südwall 7 in Straelen von seiner Witwe Erika Tophoven als Privat-Archiv für Forscher zugänglich gemacht worden.
Am 12. Dezember 2020 verteidigte die französische Germanistin Solange Arber eine Dissertation zum Thema Elmar Tophoven et la traduction transparente („Elmar Tophoven und das transparente Übersetzen“).

## Ehrungen
- Deutscher Übersetzerfonds: Elmar-Tophoven-Mobilitätsfonds. Für Arbeits- und Rechercheaufenthalte in Zusammenhang mit französisch-deutschen Übersetzungsprojekten, sowie für die Erforschung von Übersetzernachlässen, in Zusammenarbeit mit der DVA Stiftung.
- Träger des Prix lémanique de la traduction

## Übersetzungen
- Arthur Adamov: Theaterstücke, Darmstadt [u. a.] 1959 (übersetzt zusammen mit Manfred Fusten und Pierre Aron)
- Jean Anouilh: Das Leben ist unerhört!, München [u. a.] 1987 (übersetzt zusammen mit Corona Schmiele)
- Fernando Arrabal: Baal Babylon, Neuwied [u. a.] 1964
- Georges-Albert Astre: Ernest Hemingway in Selbstzeugnissen und Bilddokumenten, Reinbek b. Hamburg 1961
- Jean-Louis Barrault: Rabelais, Frankfurt a. M. 1971
- Samuel Beckett: Akt ohne Worte, Stuttgart 1965
- Samuel Beckett: Aschenglut, Stuttgart 1970 (übersetzt zusammen mit Erika Tophoven)
- Samuel Beckett: Aus einem aufgegebenen Werk und kurze Spiele, Frankfurt a. M. 1966 (übersetzt zusammen mit Erika Tophoven)
- Samuel Beckett: Der Ausgestoßene, Hamburg 1976
- Samuel Beckett: Bruchstücke I und II, Frankfurt am Main 1977
- Samuel Beckett: Le dépeupleur, Frankfurt am Main 1972
- Samuel Beckett: Disjecta, Berlin 2010 (übersetzt zusammen mit Erika Tophoven und Wolfgang Held)
- Samuel Beckett: Endspiel und Alle, die da fallen, Frankfurt/M. 1957 (übersetzt zusammen mit Erika Schöningh)
- Samuel Beckett: Erste Liebe, Frankfurt a. M. 1973
- Samuel Beckett: Erzählungen und Texte um Nichts, Frankfurt a. M. 1962
- Samuel Beckett: Film. He, Joe, Frankfurt a. M. 1968 (übersetzt zusammen mit Erika Tophoven)
- Samuel Beckett: Flötentöne, Frankfurt am Main 1982 (übersetzt zusammen mit Karl Krolow)
- Samuel Beckett: Gedichte, Wiesbaden 1959 (übersetzt zusammen mit Eva Hesse)
- Samuel Beckett: Gesellschaft, Frankfurt am Main 1981
- Samuel Beckett: Glückliche Tage und andere Stücke, Frankfurt a. M. 1963 (übersetzt zusammen mit Erika Tophoven)
- Samuel Beckett: Kommen und gehen, Stuttgart 1968 (übersetzt zusammen mit Erika Tophoven)
- Samuel Beckett: Das letzte Band, Frankfurt am Main 1974 (übersetzt zusammen mit Erika Tophoven)
- Samuel Beckett: Mal vu mal dit, Frankfurt am Main 1983
- Samuel Beckett: Malone stirbt, Frankfurt a. M. 1958
- Samuel Beckett: Mercier und Camier, Frankfurt am Main 1972
- Samuel Beckett: Murphy, Hamburg 1959
- Samuel Beckett: Der Namenlose, Frankfurt a. M. 1959
- Samuel Beckett: Quadrat. Geister-Trio, Frankfurt am Main 1996 (übersetzt zusammen mit Erika Tophoven)
- Samuel Beckett: Residua, Frankfurt a. M. 1970
- Samuel Beckett: Spiel, Berlin 1996 (übersetzt zusammen mit Erika Tophoven)
- Samuel Beckett: That time, Frankfurt am Main 1976
- Samuel Beckett: Three occasional pieces, Frankfurt am Main 1983 (übersetzt zusammen mit Erika Tophoven)
- Samuel Beckett: Tritte, Frankfurt am Main 1976 (übersetzt zusammen mit Erika Tophoven)
- Samuel Beckett: Um abermals zu enden und anderes Durchgefallenes, Frankfurt am Main 1978
- Samuel Beckett: Warten auf Godot, Berlin 1953
- Samuel Beckett: Watt, Frankfurt a. M. 1970
- Samuel Beckett: Wie es ist, Frankfurt a. M. 1961
- Simone Benmussa: Kindheit, Berlin (Dahlem) 1988
- Daniel Boulanger: Der Schatten, München 1960
- Daniel Boulanger: Die schwarze Tür, München 1965
- Daniel Boulanger: Der Verwegene, München 1963
- Emile M. Cioran: Die verfehlte Schöpfung, Frankfurt am Main 1986 (übersetzt zusammen mit François Bondy)
- Georges Conchon: Die Asche des Sieges, Köln [u. a.] 1961
- Louis-René Des Forêts: Der Schwätzer, München 1968
- Petru Dumitriu: Die Bojaren, Frankfurt a. M.
  - 1. Der Familienschmuck, 1960
  - 2. Freuden der Jugend, 1962
- Petru Dumitriu: Inkognito, Frankfurt a. M. 1963 (übersetzt zusammen mit Erika Tophoven)
- Marguerite Duras: Der Mann im Flur, Berlin 1982
- Frankreich, München 1955 (übersetzt zusammen mit Leo Winter)
- Eugène Ionesco: Reisen zu den Toten, Berlin 1982
- Claude Mauriac: Ein Abendessen in der Stadt, Hamburg 1960
- Claude Mauriac: Die Marquise ging um fünf Uhr aus, Hamburg 1962
- Claude Rich: Ein Rock für den Winter, Bad Homburg v. d. H. 1980 (übersetzt zusammen mit Erika Tophoven)
- Alain Robbe-Grillet: Der Augenzeuge, München 1957
- Alain Robbe-Grillet: Djinn, Frankfurt am Main 1983
- Alain Robbe-Grillet: Die Jalousie oder Die Eifersucht, München 1959
- Alain Robbe-Grillet: Momentaufnahmen, München 1963
- Alain Robbe-Grillet: Die Niederlage von Reichenfels, München 1960
- Alain Robbe-Grillet: Die Unsterbliche, München 1964
- Nathalie Sarraute: Die goldenen Früchte, Köln 1964
- Nathalie Sarraute: Hören Sie das?, Köln 1973
- Nathalie Sarraute: Kindheit, Köln 1984
- Nathalie Sarraute: Martereau, Köln 1959
- Nathalie Sarraute: Das Planetarium, Köln 1960
- Nathalie Sarraute: Portrait eines Unbekannten, Köln 1962
- Nathalie Sarraute: Sagen die Dummköpfe, Köln 1978
- Nathalie Sarraute: Das Schweigen, Neuwied 1965
- Nathalie Sarraute: Sie ist da, Bad Homburg v. d. H. 1980
- Nathalie Sarraute: Der Wortgebrauch, Köln 1984
- Nathalie Sarraute: Zwischen Leben und Tod, Köln 1969
- Geneviève Serreau: Ein Damm am Pazifik, Frankfurt am Main 1960
- Claude Simon: Das Gras, Neuwied [u. a.] 1970 (übersetzt zusammen mit Erika Tophoven)
- Claude Simon: Der Palast, München 1966
- Claude Simon: Die Straße in Flandern, München 1961
- Henri Thomas: Das Kap, München 1963
- Jean Vauthier: Theaterstücke, Neuwied 1961 (übersetzt zusammen mit Edwin Maria Landau und Herbert Meier)
- Jacoba van Velde: Der große Saal, Wiesbaden 1955
- Louise Weiss: An die Ungeborenen, Wiesbaden 1980 (übersetzt zusammen mit Erika Tophoven-Schöningh)
- Monique Wittig: Opoponax, Reinbek 1966